# Deres
Deres, egentlig A/S Deres Design, er en dansk kæde af tøjbutikker.
Kæden blev grundlagt i Nykøbing Falster i 1939 af Kai Ginsborg. Butikken hed dengang Carlton og forhandlede både herre-, dame- og børnetøj samt boligtekstiler. Først i 1956 kom Deres-navnet til; det år åbnede Ginsborg den første butik på Strøget, der solgte ung mode. Sønnen John Ginsborg overtog ledelsen af kæden i 1978. Under hans ledelse begyndte kæden at få produceret tøj under egne mærker i Kina, ligesom Deres blev en af de første forhandlere af Levi's i Danmark. Senere åbnede kæden to Levi's-butikker på Strøget. Kæden har Europa-agenturet på sportsmærket Everlast.
I 2002 startede virksomheden en ny kæde, Sparkz, til piger og Black International til drenge blev startet i 2007. Tilsammen er der 79 butikker (marts 2010).

## Butikker i Danmark

### Deres
| Region             | Antal | By |
| ------------------ | ----- | --- |
| Region Hovedstaden | 14    | Frederiksberg, Frederikssund, Glostrup, Hillerød, København (Amagercentret, Field's, Fisketorvet, Frederiksberggade, Vimmelskaftet, Østerbro), Lyngby, Rødovre, Rønne, Taastrup |
| Region Sjælland    | 8     | Holbæk, Hundige, Kalundborg, Køge, Nykøbing F, Næstved, Roskilde, Slagelse |
| Region Syddanmark  | 5     | Kolding, Odense (Rosengårdcentret, Vestergade), Svendborg, Vejle |
| Region Midtjylland | 3     | Randers, Silkeborg, Århus |
| Region Nordjylland | 3     | Hjørring, Aalborg (Bispensgade, Aalborg Storcenter) |

### Sparkz
| Region             | Antal | By |
| ------------------ | ----- | --- |
| Region Hovedstaden | 12    | Ballerup, Frederiksberg, Frederikssund, Hillerød, København (Field's, Fisketorvet, Frederiksberggade, Købmagergade, Østergade), Lyngby, Rødovre, Taastrup |
| Region Sjælland    | 4     | Holbæk, Hundige, Roskilde, Slagelse |
| Region Syddanmark  | 8     | Kolding (Kolding Storcenter, Østergade), Odense (Rosengårdcentret, Tarup Center, Vestergade), Sønderborg, Vejle, Aabenraa                                 |
| Region Midtjylland | 8     | Herning (Bredgade, Herningcentret), Holstebro, Horsens, Silkeborg, Viborg, Århus (Bruuns Galleri, Søndergade)                                             |
| Region Nordjylland | 5     | Brønderslev, Thisted, Aalborg (Algade, Bispensgade, Aalborg Storcenter)                                                                                   |

### Black International
| Region             | Antal | By                                                                                 |
| ------------------ | ----- | ---------------------------------------------------------------------------------- |
| Region Hovedstaden | 6     | Frederiksberg, Helsingør, København (Field's, Frederiksberggade), Lyngby, Taastrup |
| Region Sjælland    | 1     | Roskilde                                                                           |
| Region Syddanmark  | 1     | Vejle                                                                              |
| Region Midtjylland | 0     |                                                                                    |
| Region Nordjylland | 1     | Aalborg                                                                            |